# Bruce Spence
Bruce Spence (Auckland, 17 settembre 1945) è un attore neozelandese.

## Biografia
Ha lavorato principalmente in Australia. È probabilmente conosciuto soprattutto per aver interpretato il capitano Gyro in Interceptor - Il guerriero della strada e Jedediah il pilota in Mad Max - Oltre la sfera del tuono.
Ha doppiato il personaggio dello squalo Fiocco in Alla ricerca di Nemo, interpretato la Bocca di Sauron in Il Signore degli Anelli - Il ritorno del re, l'Uomo del Treno in Matrix Revolutions e Tion Medon in Star Wars: Episodio III - La vendetta dei Sith.
Alto 198 centimetri, Spence è uno degli attori più alti ad aver interpretato un ruolo da protagonista.
È sposato dal 1973 con una donna di nome Jenny ed ha due figli.
Ha lavorato, quasi sempre in parti minori, nel terzo capitolo di 5 delle trilogie di maggior successo della storia del cinema: Il Signore degli Anelli - Il ritorno del re, Le cronache di Narnia - Il viaggio del veliero, Mad Max - Oltre la sfera del tuono, Matrix Revolutions e Star Wars: Episodio III - La vendetta dei Sith.

## Filmografia parziale

### Attore

#### Cinema
- Dead Easy, regia di Nigel Buesst (1970)
- Stork, regia di Tim Burstall (1971)
- Moving On, regia di Richard Mason (1974)
- Le macchine che distrussero Parigi (The Cars That Ate Paris), regia di Peter Weir (1974)
- Let the Balloon Go, regia di Oliver Howes (1976)
- Interceptor - Il guerriero della strada (Mad Max 2), regia di George Miller (1981)
- Dove sognano le formiche verdi (Wo die grünen Ameisen träumen), regia di Werner Herzog (1984)
- Mad Max - Oltre la sfera del tuono (Mad Max Beyond Thunderdome), regia di George Miller e George Ogilvie (1985)
- Ace Ventura - Missione Africa (Ace Ventura: When Nature Calls), regia di Steve Oedekerk (1995)
- Dark City, regia di Alex Proyas (1998)
- La regina dei dannati (Queen of the Damned), regia di Michael Rymer (2002)
- Inspector Gadget 2, regia di Alex Zamm (2003)
- Matrix Revolutions (The Matrix Revolutions), regia di Andy Wachowski e Larry Wachowski (2003)
- Il Signore degli Anelli - Il ritorno del re (The Lord of the Rings: The Return of the King), regia di Peter Jackson (2003)
- Peter Pan, regia di P.J. Hogan (2003)
- Star Wars Episodio III - La vendetta dei Sith (Star Wars: Episode III - Revenge of the Sith), regia di George Lucas (2005)
- Aquamarine, regia di Elizabeth Allen (2006)
- Australia, regia di Baz Luhrmann (2008)
- Le cronache di Narnia - Il viaggio del veliero (The Chronicles of Narnia: The Voyage of the Dawn Treader), regia di Michael Apted (2010)
- I, Frankenstein, regia di Stuart Beattie (2014)
- Gods of Egypt, regia di Alex Proyas (2016)
- Pirati dei Caraibi - La vendetta di Salazar (Pirates of the Caribbean: Dead Men Tell No Tales), regia di Joachim Rønning e Espen Sandberg (2017)
- La vedova Winchester (Winchester), regia di Michael e Peter Spierig (2018)
- Love and Monsters, regia di Michael Matthews (2020)
- Chi è senza peccato - The Dry (The Dry), regia di Robert Connolly (2020)

#### Televisione
- Division 4 - serie TV episodi 4x03-5x22 (1972-1973)
- Boney - serie TV, episodio 2x08 (1973)
- Certain Women - serie TV, 19 episodi (1973-1975)
- Ryan - serie TV, episodio 1x24 (1974)
- Matlock Police - serie TV, episodi 4x164-5x184 (1974-1975)
- Case for the Defence - serie TV, episodio 1x08 (1978)
- Skyways - serie TV, episodio 1x172 (1979)
- Io e Barnaby - film TV (1979)
- And Here Comes Bucknuckle - serie TV (1981)
- Moby Dick - miniserie TV, 2 episodi (1998)
- Halifax - serie TV, episodio 3x02 (1998)
- Farscape - serie TV, episodio 4x09 (2002)
- The Brush Off - film TV (2004)
- RAN Remote Area Nurse - serie TV, 6 episodi (2006)
- Incubi e deliri (Nightmares and Dreamscapes: From the Stories of Stephen King) - miniserie TV, episodio 1x01 (2006)
- La spada della verità (Legend of the Seeker) - serie TV, 44 episodi (2008-2010)

### Doppiatore
- Rob Roy, regia di Rob Mowbray (1987)
- Alla ricerca di Nemo (Finding Nemo), regia di Andrew Stanton (2003)

## Doppiatori italiani
Nelle versioni in italiano dei suoi film, Bruce Spence è stato doppiato da:
- Oliviero Dinelli in Dove sognano le formiche verdi, Inspector Gadget 2, Il Signore degli Anelli - Il ritorno del re (edizione estesa), Pirati dei Caraibi - La vendetta di Salazar
- Mino Caprio in Mad Max - Oltre la sfera del tuono, La vedova Winchester
- Ennio Coltorti in La spada della verità, Le cronache di Narnia - Il viaggio del veliero
- Massimo Dapporto in Interceptor - Il guerriero della strada
- Angelo Maggi in Ace Ventura - Missione Africa
- Massimo Lodolo in Halifax: Premonizione
- Luciano Roffi in Matrix Revolutions
- Oreste Rizzini in Star Wars: Episodio III - La vendetta dei Sith
- Carlo Valli in Gods of Egypt
- Luca Dal Fabbro in Chi è senza peccato - The Dry

Da doppiatore è sostituito da:
- Luca Dal Fabbro in Alla ricerca di Nemo